# Borovník
Borovník (deutsch Borownik, auch Boruwka) ist eine Gemeinde in Tschechien. Sie liegt acht Kilometer nördlich von Velká Bíteš und gehört zum Okres Brno-venkov.

## Geographie
Borovník befindet sich in der zur Böhmisch-Mährischen Höhe gehörigen Křižanovská vrchovina (Krischanauer Bergland) im Tal der Halda. Im Osten erhebt sich der Chochol (512 m), südwestlich die Horka (551 m). Auf der Hochebene östlich des Dorfes liegt in einem Kilometer Entfernung der Flugplatz Borovník. Gegen Südosten befindet sich der Stausee Níhovský rybník.
Nachbarorte sind Vidonín, Jeřábkův Mlýn und Vratislávka im Norden, Rojetín im Nordosten, Lubné im Osten, V Bařinách und Níhov im Südosten, Březské im Süden, Březí und Ondrušky im Südwesten, Skřinářov im Westen sowie Rozseč im Nordwesten.

## Geschichte
Die erste schriftliche Erwähnung des Dorfes erfolgte im Jahre 1398. Der Ort entstand wahrscheinlich zu Beginn des 14. Jahrhunderts im Zuge der Besiedlung des Heynrichser Landes durch deutsche Kolonisten. Im 14. und 15. Jahrhundert gehörte der Ort den Vladiken von Borovník. 1451 ist Bernard von Borovník als letzter nachweisbar. Alten Legenden zufolge sollen in Borovník einst drei Freihöfe bestanden haben. Im Jahre 1581 erwarb Jan von Nová Ves und Radkov die Güter Borovník und Rozseč. Zum Ende des 16. Jahrhunderts kaufte Smil Osovský z Doubravice Borovník und schlug die Güter seiner Herrschaft Ossowa zu. Ihm folgte 1594 Alena Meziříčský von Lomnice, deren Erben 1612 Ossowa einschließlich der zugehörigen Dörfer Osová Bítýška, Borovník, Milešín, Březí, Skřinářov, Ondrušky, Rozseč, Vlkov und Nová Ves sowie der wüsten Burgen Víckov und Rysov für 22.000 Gulden an Jan Humpolecký von Rybenský veräußerten. Zu Beginn des 17. Jahrhunderts bestand das Dorf aus sieben Häusern. Im Dreißigjährigen Krieg wurde die Gegend u. a. von den Schweden heimgesucht und verwüstet. Aus dieser Zeit stammt die Sage von dem Hünen Juříček, der das Wasserrad der Sägemühle händisch angehalten sowie den Schweden lange Zeit mit einer Hacke Widerstand geleistet haben soll. Gepfarrt war Borovník ursprünglich nach Hermannschlag und wurde später an die Pfarre Březí angeschlossen. Die Grafen Haugwitz vereinten 1797 die Herrschaften Náměšť und Ossowa. 1827 wurde das Dorf von einem schweren Hochwasser der Halda heimgesucht.
Nach der Aufhebung der Patrimonialherrschaften bildete Borovník ab 1850 einen Ortsteil der Gemeinde Březí in der Bezirkshauptmannschaft Velké Meziříčí. Zum Ende des 19. Jahrhunderts löste sich Borovník los und bildete eine eigene Gemeinde, zu der bis 1904 auch Rozseč als Ortsteil gehörte. Im Jahre 1900 lebten in den 21 Häusern von Borovník 168 Menschen. 1910 beschlossen die Gemeinden Rozseč und Borovník den Bau einer gemeinsamen Schule. Über den Standort wurde lange gestritten, schließlich sollte sie in Borovník entstehen. Nachdem zwischen beiden Gemeinden erneut ein Streit über den ausführenden Baumeister ausgebrochen war, wurde 1911 der Unterricht in Borovník aufgenommen – im Haus des Bürgermeisters Josef Svoboda. 1912 einigten sich die Gemeinden schließlich auch über die Bauausführung und 1914 konnte die Schule eingeweiht werden. Zu dieser Zeit wurde auch über ein Straßenbauprojekt beraten, weil der Weg nach Borovník vor allem während der Schneeschmelze und Starkregens überflutet wurde. Eine Kommission schlug zunächst den Bau linksseitig der Halda vor, auf Betreiben der Befürworter eines rechtsseitigen Straßenbaus änderten einige Kommissionsmitglieder schließlich ihre Meinung. Durch den Kriegsausbruch wurde die Realisierung schließlich verhindert und erst 1922 wurde die Straße am rechten Ufer des Baches errichtet. 1943 wurde in Borovník, das bis dahin eine gemeinsame Freiwillige Feuerwehr mit Rozseč hatte, von Amts wegen eine Feuerwehr gegründet. Im selben Jahre erfolgte eine Regulierung der Halda, dabei wurde auch die neue Straßenbrücke errichtet. Im Jahre 1948 wurde die Gemeinde dem Okres Velká Bíteš zugeordnet. Nach dessen Auflösung kam das Dorf mit Beginn des Jahres 1961 zum Okres Žďár nad Sázavou. 1980 wurde Borovník nach Březí eingemeindet. Im Jahre 1990 entstand die Gemeinde Borovník wieder. Seit Anfang 2005 gehört die Gemeinde Borovník zum Okres Brno-venkov. Borovník besteht heute aus 44 Häusern.

## Gemeindegliederung
Für die Gemeinde Borovník sind keine Ortsteile ausgewiesen.

## Sehenswürdigkeiten
- Kapelle des hl. Johannes von Nepomuk
- Glockenturm am Dorfplatz
- Erholungsgebiet am See Níhovský rybník